# Saudi
Saudi – dwa saudyjskie kanały telewizyjne należące do państwowej telewizji.

## Opis stacji
Saudi 1 został uruchomiony w 1965 roku, a Saudi 2 w 1964 roku.
Saudi 1 to ściśle konserwatywna i misyjna stacja nadająca kanały o charakterze religijnym, kulturowym i politycznym, kładącym duży nacisk na krzewienie islamu u widza oglądającego kanał. Saudi 1 transmituje modlitwy odbywające się w Świętym Meczecie w Mekce, zwłaszcza modlitwy piątkowe i wieczorne oraz świąteczne. Poza tym ramówka obejmuje programy publicystyczne na temat islamu i życia muzułmańskiego oraz transmitowane są narady i obrady królewskie. W telewizji nie są emitowane zachodnie filmy i programy. W wiadomościach w tej stacji są tematy dotyczące króla Salmana i spotkania z zagranicznymi władcami, natomiast wcześniej zmarłego króla Abd Allaha i króla Salmana jako księcia do czasu śmierci saudyjskiego króla 23 stycznia 2015 roku. 

## Nadawanie i odbiór
Saudi 1 i 2 emitowane są przez operatora Arabsat przy pomocy satelitów Badr rozmieszczonych na orbicie geostacjonarnej. Stacja ta odbierana jest na terenie całego Półwyspu Arabskiego, Bliskiego Wschodu i północnej Afryki. Poza tymi obszarami kanał Saudi 1 można odbierać na terenie Europy w tym Polski, za pomocą platform cyfrowych, np. nc+. Można też oglądać na oficjalnych profilach na YouTubie dwie oddzielne stacje, Saudi 1 i Saudi 2.